# Debreceni Virágkarnevál
A Debreceni Virágkarnevál Magyarország egyik legnagyobb és legnépszerűbb kulturális eseménye, amely 2016-ban ünnepelte fél évszázados jubileumát. A rendezvény fénypontja az augusztus 20-i karneváli felvonulás, amelyen több száz ezer szál élő virágból készült, mintegy 5 méter magas és 12 méter hosszú virágkompozíciók vonulnak végig Debrecen utcáin, miközben hazai és nemzetközi táncosok, valamint hagyományőrző csoportok kísérik őket. Az évek során a Virágkarnevál egy egész hetes programsorozattá nőtte ki magát, a Karneváli Hétté, amely során a város különböző helyszínein gyerekprogramok, koncertek és színházi előadások várják a látogatókat.
A Virágkarnevál a város legnépszerűbb turisztikai rendezvénye, amely államalapító Szent István király szentté avatásának napjához és az új kenyér ünnepéhez, augusztus 20-ához kötődik. A megelőző héten nagyjából félmillióan érkeznek a kétszázezer állandó lakosú  városba, ahol a programsorozatot az augusztus 20-án felvonuló virágkocsik koronázzák meg. Az Európában egyedülállónak számító karnevál minden évben ígéretes esemény, amelynek hírneve évről évre nő. A rendezvények kapcsolódnak a környékben lévő települések szokásos ünnepeihez, és más nevezetes rendezvényekhez (pl.: a Hortobágyi hídivásárhoz). Az esemény jelentős turisztikai vonzerőt jelent Debrecennek, és több százezer látogatót vonz minden évben.

## Kezdetek
Egyes kutatások szerint már 1905-ben volt egy látványos virágkorzó a város főutcáján, amely jótékonysági rendezvény volt és bevételből mentőkocsikat szándékoztak beszerzni. Egy 1900-ból előkerült fényképen már virágokkal feldíszített kerékpárt örökítettek meg. Néhány kihagyással 1966 óta minden év augusztus 20-án megrendezik. Kezdetben csak hazai fellépők és középiskolás csoportok kísérték a virágkocsikat, pár év múlva azonban több szocialista országból is érkeztek vendégszereplők.  A Virágkarnevál a  rendszerváltás után a világ minden tájáról egyre több látogatót vonzott Debrecenbe. Természetesen Debrecen testvérvárosai állandó résztvevői a felvonulásnak.
A Debreceni Virágkarnevál Magyarország egyik legismertebb rendezvényévé nőtte ki magát mára és a nézőközönség elismerése mellett számos rangos szakmai minősítést is magáénak tudhat. Elnyerte többek között a Magyar Művészeti Fesztiválok Szövetségének járó kiváló minősítését is.  

## Előkészületek
A Debreceni Virágkarnevál felvonulásain részt vevő virágkocsik díszítése rendkívül részletes és alapos előkészületeket igényel. Az előkészületek több hónapon át zajlanak, és a virágkocsik elkészítése igazi művészeti alkotásokat eredményez. Íme néhány lépés, hogyan készülnek a kocsik díszítésére:
Téma és koncepció kialakítása: Az első lépés az, hogy minden évben meghatározzák a karnevál tematikáját. Ez a téma általában különböző kulturális, történelmi, vagy természeti motívumokra építkezik. A virágkocsik dizájnját és a színvilágot ennek a témának megfelelően tervezik
Kocsik előkészítése: A virágkocsik alapját jellemzően fából vagy fémből készítik, és ezek a kocsik már korábban elkészülnek, hogy azokra könnyen fel lehessen építeni a virágdíszeket. Az alapfelépítményt erősítik, hogy bírja a díszítéshez szükséges súlyt.A cél, hogy a teherautó szinte teljesen rejtve maradjon, így gyakran még a kerekek sem látszanak. A faragás és a lakatosmunka kezdő lépései után – két héttel a virágkarnevál előtt – kezdik el felhelyezni a száraz virágokat, ami már egy 30-40 fős csapat munkáját igényli. 
Virágok beszerzése: A díszítéshez felhasznált virágokat a legkülönbözőbb helyekről szerzik be. Az évről évre változó igények szerint virágokat importálnak, hogy a kívánt színvilág és formák elérhetők legyenek. A virágok beszerzésére már hónapokkal a karnevál előtt sort kerítenek.
Virágok előkészítése: A virágokat előzetesen különböző módon készítik elő, hogy minél tovább frissek maradjanak. Ez magában foglalja a virágok vágását, vízbe helyezését, és a díszítőelemek megfelelő rögzítését. A virágokat különböző technikákkal, például ragasztással, drótozással és egyéb eljárásokkal rögzítik.
Kocsik díszítése: A virágokat, zöld növényeket és más dekorációs elemeket a kocsikra egyedileg helyezik el. A díszítés folyamata napokig tart, és szoros csapatmunkát igényel. A virágok mellett különféle növényi anyagokat, például leveleket, mohát, gyümölcsöket, és egyéb természeti elemeket is használnak. A kocsik külsején az aprólékos munka során egyes motívumokat, mintákat, vagy akár 3D-s hatásokat is létrehoznak.
Művészeti finomítások: Az utolsó simításokat a virágkocsikon művészek végzik, akik figyelnek a részletekre és a szimmetriára. Az elkészült virágkocsik rendkívül gazdag díszítésűek és művészileg kiemelkedőek, minden egyes kocsi egyedi alkotás.
Biztonsági és minőségi ellenőrzés: A kocsik biztonságát is ellenőrzik, hogy biztosítva legyen, hogy a felvonulás során ne történjen baleset. Az elkészült kocsik stabilitását és a díszítés rögzítésének minőségét is tesztelik.
A virágkocsiknak augusztus 20-án reggel 6 órára már teljes pompájukban kell díszleniük! Hagyományosan a Szent Korona szerepel az első kocsin, míg a további kompozíciók mindig valamilyen mesebeli témát, például János vitéz részleteit, vagy aktuális eseményeket jelenítenek meg.A díszítések és a virágok különleges látványt nyújtanak, és hozzájárulnak a rendezvény varázslatos hangulatához

## A karneváli felvonulás
A hagyományos felvonulás reggel hét órakor kezdődik, amikor a kerékpárosok indulnak a Piac utca és a Szent Anna utca kereszteződésétől. A város fő utcáján, a Piac utcán keresztül haladva... A virágokkal díszített kocsisor a Nagytemplom előtt indul, és egészen a Nagyerdei körútig vonul. A kocsik között a meghívott városi és testvérvárosi együttesek mutatják be legjobb előadásukat. Hazai és külföldi előadók, táncosok és zenekarok, zászlódobálók és mazsorettek kíséretében végigvonulnak a városon, a Megyeházától egészen a Debreceni Egyetemig. A délelőtti felvonulást követően az érdeklődők 13 órától a Nagyerdei Stadion mellett személyesen is megcsodálhatják a virágkompozíciókat. A korábbi években a kocsisor a Stadion körül is felvonult a mintegy húszezres közönség előtt, de a Stadion felújítása óta (2014) már nem érkezik ide a menet. 2014 óta az est zárásaként a megújult Nagyerdei Stadionban egy különleges, látványos arénashow keretében sztárfellépők és több ezer táncos szórakoztatja a közönséget.A zsűri itt osztja ki a Virágkarnevál végén a díjakat a legötletesebb kompozíciók számára. A Karneváléj című arénashow-t követően zárul a Virágkarnevál, tűzijátékkal és hajnalig tartó utcabállal Egyetem téren.

## A karneváli menet útvonala
A karneváli menet útvonala a következőképpen alakul: A felvonulás reggel 7 órakor kezdődik, a kerékpárosok felvonulásával, amely a Piac utca és a Szent Anna utca kereszteződésétől indul. A virágokkal díszített kocsisor a Piac utcán, a város fő utcáján vonul tovább, elhaladva a Nagytemplom előtt, és egészen a Nagyerdei körútig érkezik. 

## Galéria

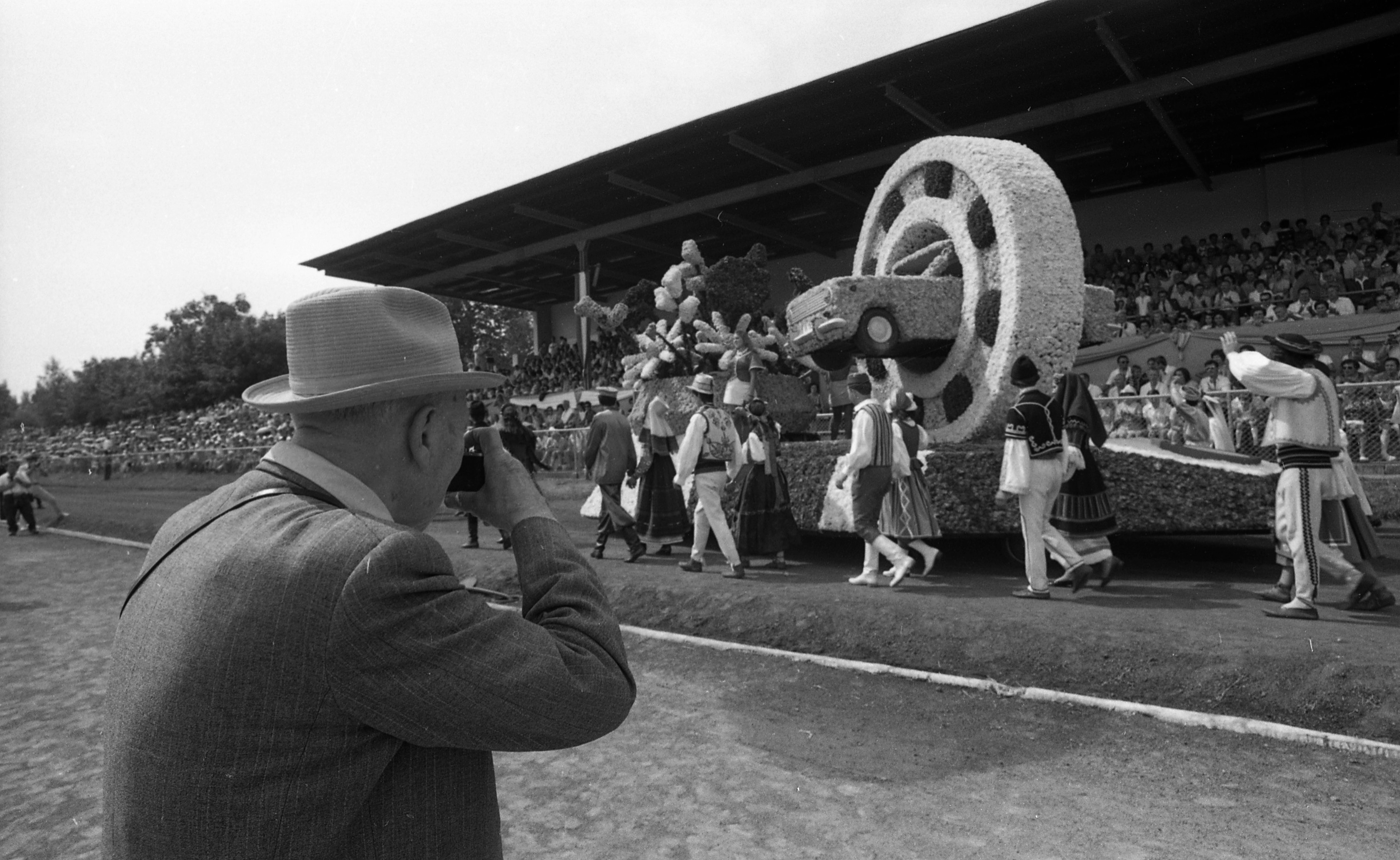
1973
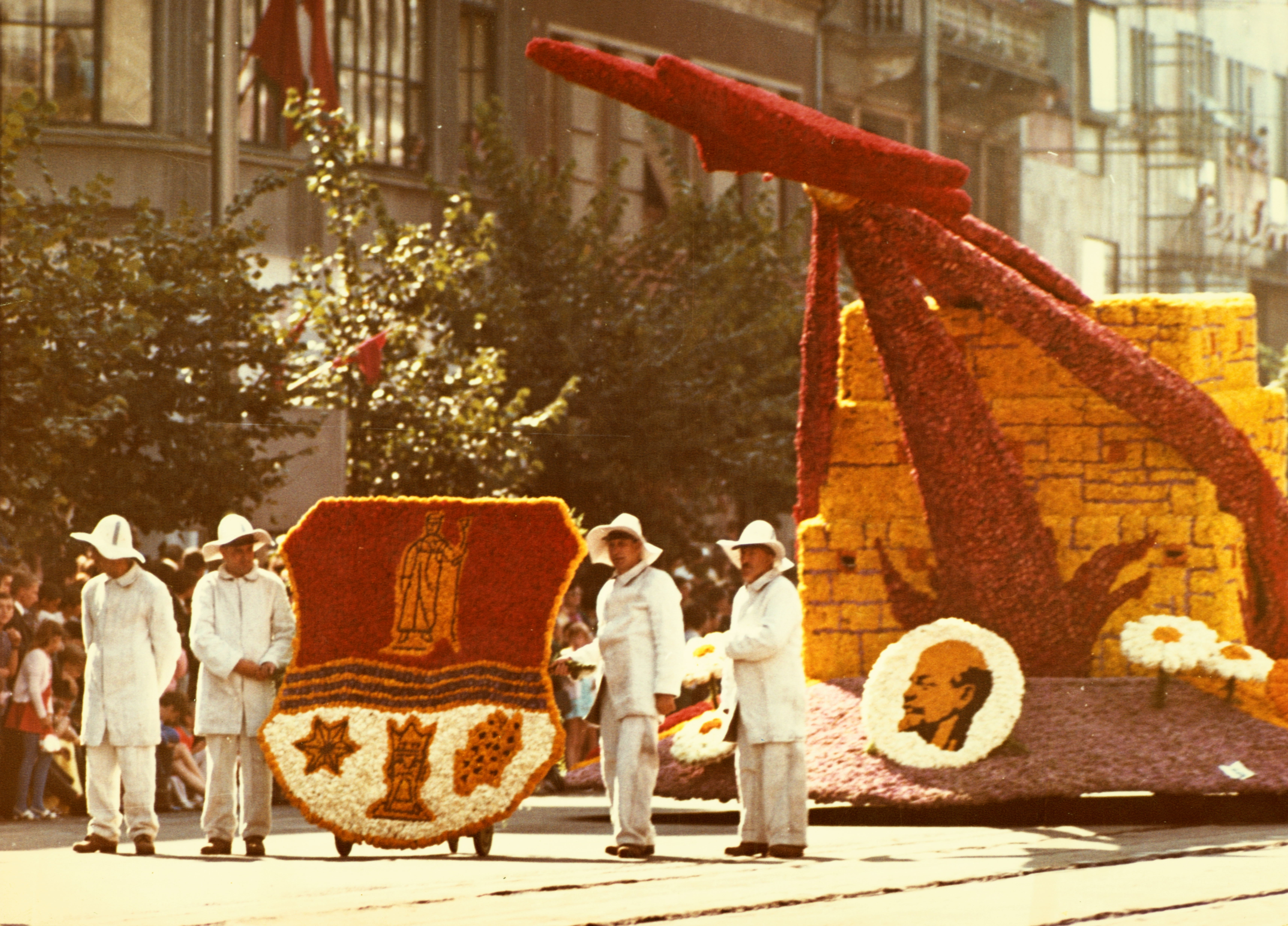
1975
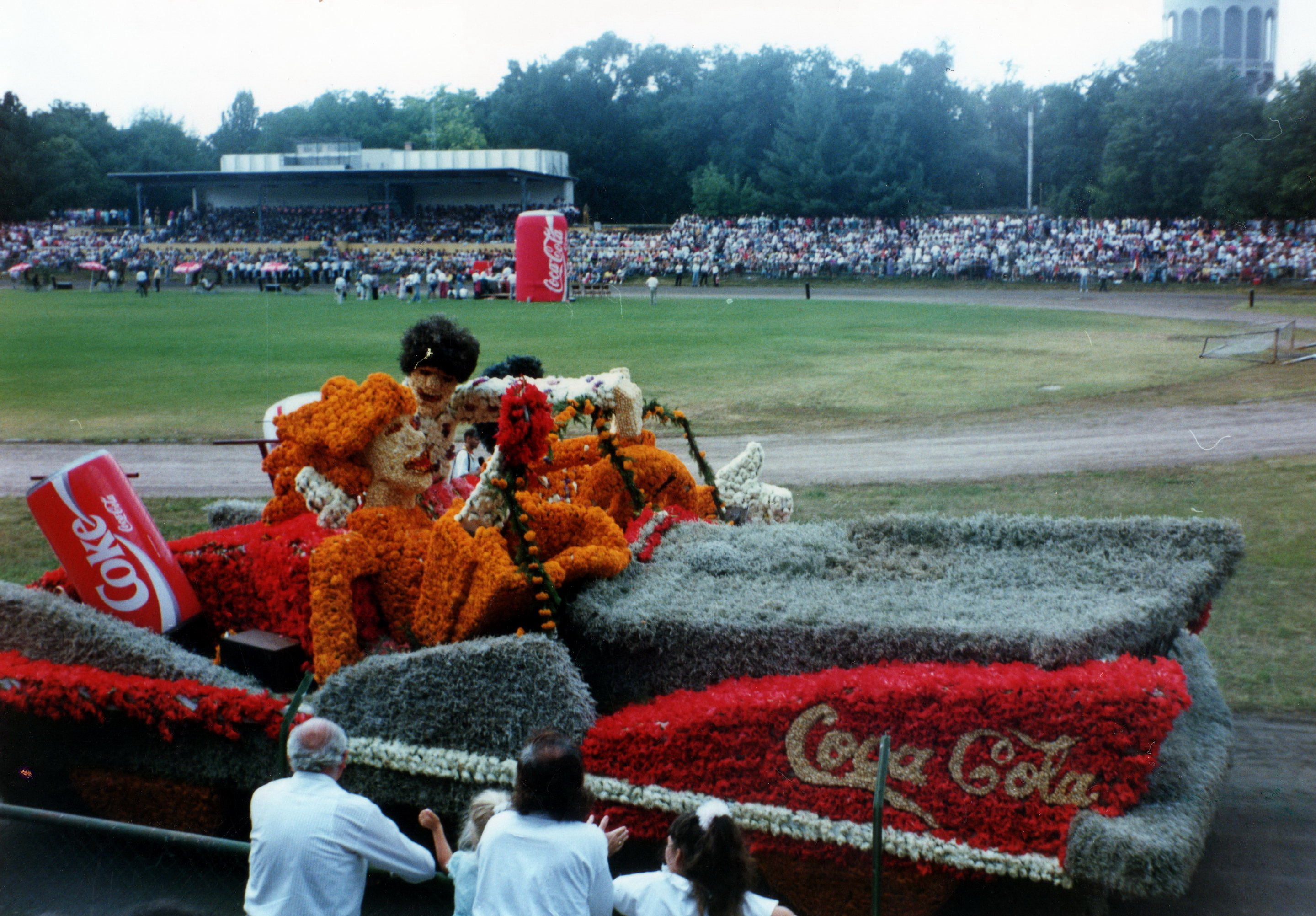
1990-es évek
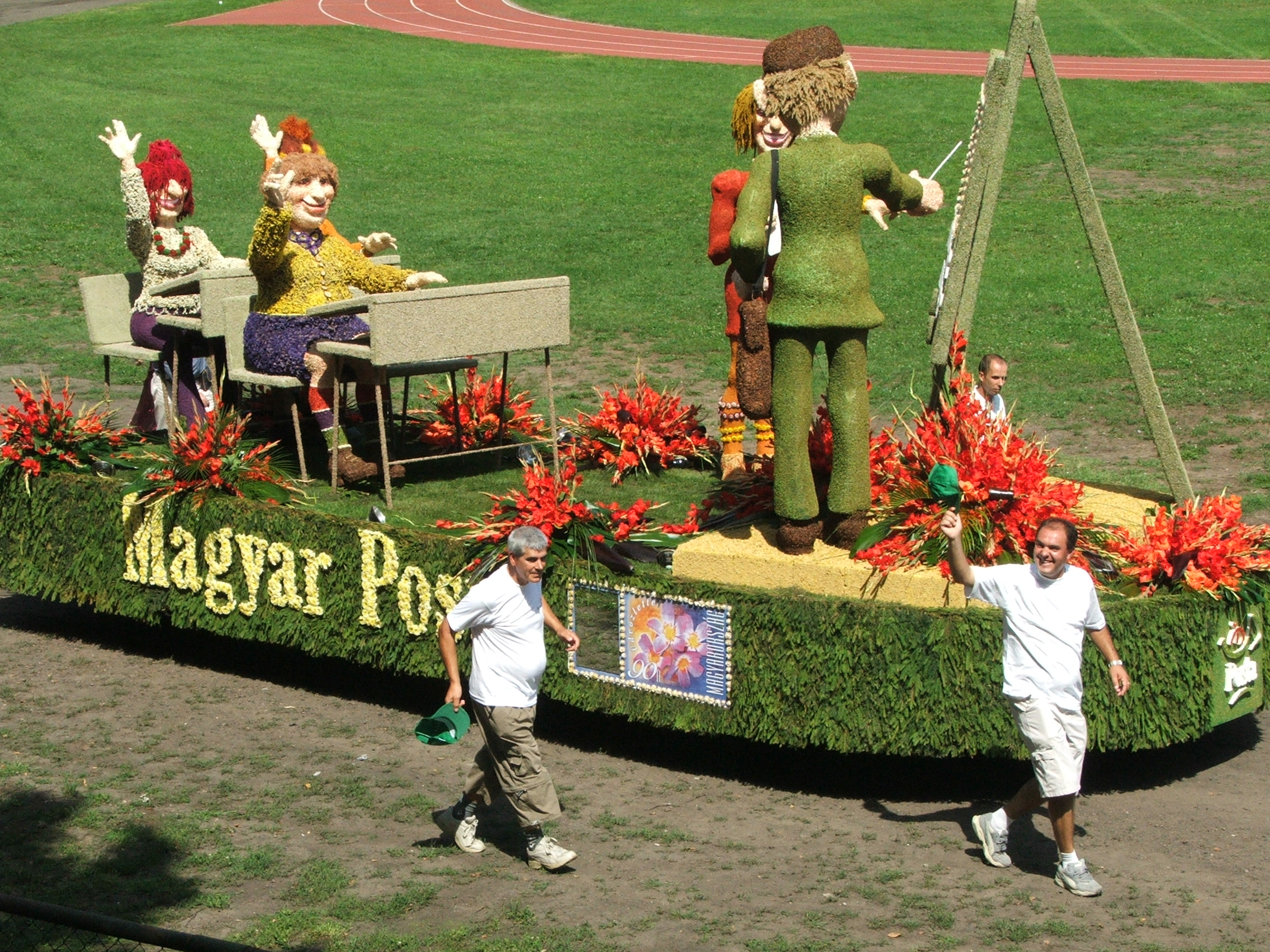
2006
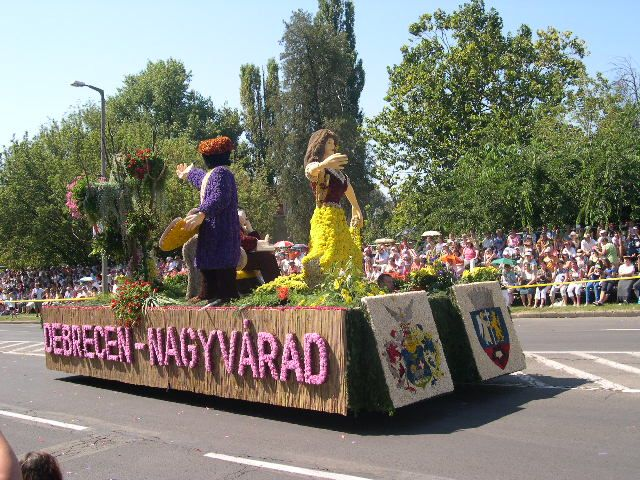
Testvérvárosok kocsija, 2008
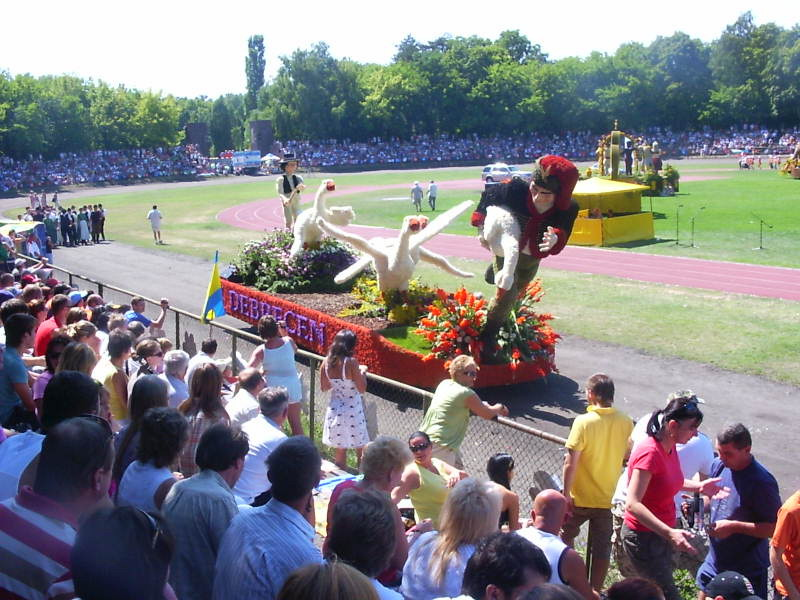
Ludas Matyi kocsi, 2009